# Hřbitov u svaté Anny (Telč)
Hřbitov u svaté Anny v Telči je bývalý hlavní městský hřbitov na okraji historického centra města Telč, v ulici Svatoannenská. Bývá nazýván podle barokního kostela svaté Anny.

## Historie

### Vznik
O vybudování nového hřbitova bylo rozhodnuto v roce 1672, kdy došlo k uzavření starého hřbitova, jenž se nacházel u farního kostela svatého Jakuba Staršího. K postavení barokního kostela svaté Anny pak došlo v letech 1695–1698 a finančně se na stavbě podíleli místní jezuité. Židé z Telče a okolí byli pohřbíváni na městském židovském hřbitově.

### Po roce 1945
S odchodem téměř veškerého německého obyvatelstva města v rámci odsunu sudetských Němců z Československa ve druhé polovině 40. let 20. století zůstala řada hrobů německých rodin opuštěna a bez údržby, byl zde též vztyčen památník obětem a padlým v druhé světové válce. 
Hřbitov byl v následujících letech nadále rozšiřován severním směrem. Ve druhé polovině 20. století byl na jižním okraji města zřízen nový městský hřbitov. V Telči se nenachází krematorium, ostatky zemřelých jsou zpopelňovány povětšinou v krematoriu v Jihlavě.

## Osobnosti pohřbené na tomto hřbitově
- Josef Vystrčil (1831–1894) – průmyslník, výrobce hasičských stříkaček
- Pavel Koutecký (1956–2006) – dokumentarista